# Goianira
| Goianira                      | Goianira                      |
| ----------------------------- | ----------------------------- |
|                               |                               |
| Wappen                        | Flagge                        |
| Wappen von Goianira unbekannt | Flagge von Goianira unbekannt |
| Karte                         |                               |
|                               |                               |
| Basisdaten                    |                               |
| Staat:                        | Brasilien (BRA)               |
| Verwaltungsgliederung:        | Mittelwesten                  |
| Bundesstaat:                  | Goiás (GO)                    |
| Mesoregion:                   | Zentral-Goiás                 |
| Mikroregion:                  | Goiânia                       |
| Geografische Lage:            | 16° 30′ S, 49° 26′ W          |
| Distanz zu Goiânia:           | 37 km                         |
| Zeitzone:                     | UTC-3 Sommer: UTC-2           |
| Höhe:                         | 757 m                         |
| Fläche:                       | 200,402 km²                   |
| Einwohner:                    | 34.061                        |
| Bevölkerungsdichte:           | 170,0 Einwohner / km²         |
| Telefonvorwahl:               | +5562                         |
| Postleitzahl (CEP):           | 75370-000                     |
| Adresse der Stadtverwaltung:  |                               |
| Offizielle Website:           |                               |
| E-Mail-Adresse:               |                               |
| Jahrestag:                    |                               |
| Gemeindegründung:             | 9. Dezember 1958              |
| Politik                       |                               |
| Bürgermeister:                |                               |
| Vize-Bürgermeister:           |                               |

Goianira ist eine brasilianische politische Gemeinde im Bundesstaat Goiás in der Mesoregion Zentral-Goiás und in der Mikroregion Goiânia. Sie liegt südwestlich der brasilianischen Hauptstadt Brasília und nordwestlich von Goiânia, der Hauptstadt des Bundesstaates. Die Gemeinde gehört zur Metropolregion von Goiânia.

## Geographische Lage
Die Gemeinde grenzt an
- im Norden an die Gemeinde Inhumas
- im Nordosten an Brazabrantes
- im Osten an Santo Antônio de Goiás
- im Südosten an Goiânia
- im Südwesten an Trindade
- im Nordwesten an Caturaí

Goianira ist über die Staatsstraße GO-070 mit Goiânia verbunden, die in diesem Teil doppelspurig und richtungsgetrennt ausgelegt ist.
Durch das Gemeindegebiet verläuft der Fluss Meia Ponte.